# Souper
Het souper is een Frans begrip voor een avondmaaltijd, die meestal laat op de avond genoten wordt en traditioneel uit soep bestond.

## Beschrijving
Vanaf de tijd van Lodewijk XIV ontstond in Frankrijk de gewoonte na de hoofdmaaltijd om 10 uur 's avonds nog een lichte maaltijd te genieten. Deze late maaltijd was gebruikelijk bij de elites en sloot het avondbal of een theatervoorstelling af. Het maal werd als souper betiteld, omdat het meestal uit een warm gehouden soep bestond.

## Taalgebruik
In Wallonië, Canada en verschillende Franse streken wordt het woord ook gebruikt voor de gebruikelijke vroegere avondmaaltijd. Het woord is vanuit Canada overgenomen in de Amerikaanse Engels als "supper". Ook in Noord-Amerika wordt supper afwisselend gebruikt voor een late maaltijd of als een synoniem voor "diner", de avondmaaltijd.

## Gezondheid
Volgens een Japanse studie zorgt een late avondmaaltijd bij patiënten met diabetes mellitus type 2 tot een slechtere bloedsuikerregulatie. Ook zouden regelmatige late maaltijden door de werking van leptine en ghreline in verbinding staan met de ontwikkeling van vetzucht.